# Увага
Ува́га — спрямованість психічної діяльності людини та її зосередженість у певний момент на об'єкти або явища, які мають для людини певне значення при одночасному абстрагуванні від інших, в результаті чого вони відображаються повніше, чіткіше, глибше, ніж інші.

## Функції уваги
Протягом життя на людину впливають безліч подразників, але вона може зосередитись на одному об'єкті. Таку спрямованість організму називають увагою. Увагу можна порівняти з фільтром, що дає нам змогу зрозуміти одну інформацію перешкоджаючи розумінню іншої.
Отже, за допомогою уваги ми можемо зосередитися на одному певному предметі.

## Види уваги
Говорячи про види уваги, розрізняють три основних:

### Мимовільна увага
Мимовільна увага — не пов'язана з цілеспрямованою діяльністю і вольовим зусиллям. Про мимовільну увагу говорять у тих випадках, коли увага людини залучається самим подразником. Мимовільна увага — увага неуважної людини. Фактори, що викликають мимовільну увагу:
- інтенсивність (сила) подразника
- новизна подразника
- контраст подразників
- відповідність внутрішньому станові організму (потребам)
- безпосередній інтерес: те, що цікаве, емоційно насичене, захопливе, викликає тривале інтенсивне зосередження
- загальна спрямованість особистості

Механізми мимовільної уваги спільні у людей із тваринами. Це насамперед орієнтувальний рефлекс або, за визначенням І. Павлова, рефлекс «що таке?». Мимовільна увага є вже в маленької дитини, але на перших етапах онтогенезу вона має хитливий і відносно вузький за обсягом характер (дитина раннього й дошкільного віку дуже швидко втрачає увагу до нового подразника, орієнтувальний рефлекс у неї швидко згасає чи гальмується появою будь-якого іншого подразника), обсяг її уваги відносно вузький і вона не може розподіляти свою увагу між декількома подразниками.

### Довільна увага
Довільна увага має цілеспрямований характер і вимагає вольового зусилля. Цей вид уваги існує тільки в людини. Основний факт, що вказує на наявність у людини особливого типу уваги, невластивого тварині, полягає в тому, що людина довільно може зосереджувати свою увагу то на одному, то на іншому об'єкті, навіть у тих випадках, коли в навколишній обставі нічого не змінюється. Дитина раннього віку розглядає звичну обставу, і її погляд блукає по навколишніх предметах, не зупиняючись на жодному з них і не виділяючи того чи іншого предмета з інших.
Мати говорить дитині: «Це — горнятко!» і вказує на нього пальцем. Слово і вказівний жест матері відразу ж виділяють цей предмет з інших, і дитина фіксує поглядом горнятко й тягнеться до нього рукою. Увага дитини продовжує мати мимовільний, зовнішньо детермінований характер, з тією тільки відмінністю, що до природних факторів зовнішнього середовища приєднуються фактори суспільної організації її поведінки, керування увагою дитини за допомогою вказівного жесту й слова. У такому випадку, організація уваги розподілена між двома людьми: мати націлює увагу, дитина підкоряється її вказівному жесту й слову. Однак це — лише перший етап формування довільної уваги: зовнішній за джерелом і соціальний за природою. У процесі свого подальшого розвитку дитина опановує мову і стає спроможна самостійно вказувати на предмети й називати їх.
Розвиток мовлення дитини вносить значні зміни в механізм керування її уваги. Зараз вона вже здатна самостійно переміщати свою увагу, указуючи на той чи інший предмет жестом або називаючи його відповідним словом. Організація уваги, яка раніше була розподілена між двома людьми — матір'ю та дитиною, стає тепер новою формою внутрішньої організації уваги, соціальною за своїм походженням, але внутрішньо опосередкованою за своєю структурою. Фактори довільної уваги, на відміну від мимовільної, пов'язані не стільки із зовнішніми подразниками, скільки із самим суб'єктом і структурою його діяльності, насамперед з цілями й завданнями цієї діяльності. Механізмом довільної уваги можна вважати принцип домінанти. На думку О. Ухтомського, у мозку завжди є домінівний, панівний осередок збудження. Він характеризує домінанту як констеляцію «центрів з підвищеною збудливістю». Особливістю домінанти є те, що вона не тільки придушує нові осередки збудження, але й здатна залучати («притягати») до себе слабкі збудження і підсилюватися їх коштом, ще більше домінувати над ними. Домінанта — це стійкий осередок збудження. Уявлення О. Ухтомського про домінанту дозволяють зрозуміти нервовий механізм тривалої інтенсивної уваги.

### Післядовільна увага (поняття було введене М.Ф.Добриніним)
Якщо в цілеспрямованій діяльності для особистості стають цікавими й значущими зміст і сам процес, а не тільки результат, як при довільному зосередженні, є підстава говорити про післядовільну увагу. Діяльність так захоплює в цьому випадку людину, що їй не потрібно вольових зусиль для підтримки уваги. Післядовільна увага характеризується тривалою високою зосередженістю, з нею обґрунтовано пов'язують найінтенсивнішу й найпліднішу розумову діяльність, високу продуктивність усіх видів праці.

### За видом дії
За видом діяльності увагу поділяють на такі типи:
- сенсорна увага — сприйняття
- інтелектуальна увага — мислення й робота пам'яті
- моторна — рух

## Властивості уваги
Увага людини має 5 основних властивостей (характеристик, параметрів):
- Стійкість уваги виявляється в здатності тривалий час утримуватися на будь-якому об'єкті, не відволікаючись і не послаблюючись. Стійкість залежить від:
  1. складності завдання
  2. наявності перешкод
  3. установки й інтересу
  4. особливостей нервової системи

- Зосередженість (концентрація) — це утримання уваги на якому-небудь об'єкті. Таке утримання означає виділення «об'єкта» як деякої фігури із загального тла. Оскільки рівень ясності і виразності визначається інтенсивністю зв'язку з об'єктом, або стороною діяльності, при цьому концентрованість уваги виражатиме інтенсивність цього зв'язку. Таким чином, під концентрацією уваги розуміють інтенсивність зосередження свідомості на об'єкті.

У 2018 році американський стартап Humm створив гарнітуру Edge для стимуляції тієї частини мозку, що відповідає за навчання та пам'ять. Технологія заснована на новій формі неінвазивної стимуляції мозку. Клінічні дослідження в цій галузі тривають понад 20 років. За цей час дослідники дійшли висновку, що вона безпечна. В основному її використовують для підвищення концентрації.
Здатність до перемикання уваги — навмисне її переведення з одного об'єкта на інший, з одного виду діяльності на інший. Можна говорити про повне й неповне перемикання. У першому випадку попередня діяльність не гальмує ту, на яку була перемкнута увага, у другому — така інтерференція присутня. 
Існують деякі закономірності перемикання: 
- успішність перемикання знижується під час переходу від легкої до важкої діяльності;
- чим цікавіша була попередня й менш цікава подальша діяльність, тим важче перемикання;
- перехід до нової діяльності значно важчий, якщо не довершена попередня;
- при глибокому зосередженні перемикання досягається із суттєвим зусиллям; ясність і чіткість мети нової діяльності, її значущість для особистості поліпшують перемикання.

Розподіл уваги полягає в здатності розосередити увагу на значному просторі, паралельно виконувати кілька видів діяльності або робити кілька різних дій. Розподіл уваги залежить від психологічного й фізіологічного стану людини. У разі стомлення, під час виконання складних видів діяльності, які вимагають підвищеної концентрації уваги, область розподілу звичайно звужується.
Обсяг уваги — це така її характеристика, яка визначається кількістю інформації, здатної одночасно зберігатись у сфері підвищеної уваги (свідомості) людини. Кількісна характеристика середнього обсягу уваги людей: 7±2 слова за один погляд (200 мс) — дорослий здатний утримати стільки одиниць інформації. Ця характеристика пов'язана з обсягом короткочасного запам'ятовування.

### Закономірності розподілу уваги
- чим складніші види діяльності, які сполучаються, тим важче досягати розподілу уваги;
- важко сполучати два види розумової діяльності;
- розподіл найефективніший за умови сполучення розумової й моторної діяльності, при цьому продуктивність розумової діяльності знижується більше, ніж моторної; основна умова успішного розподілу — автоматизація принаймні одного з видів діяльності, які здійснюються одночасно.

Так, при сприйманні тексту, легко сприймаються слова з 14 літер. Разом з тим, сприймаючи об'єкт в цілому, людина може не помічати в ньому помилок. У молодшому шкільному віці обсяг уваги порівняно малий. З часом він розширюється. Основною умовою розширення обсягу уваги є формування умінь групувати, систематизувати, поєднувати по суті матеріал, який сприймається.